# Foveacheles halophila
Foveacheles halophila is een mijtensoort uit de familie van de Rhagidiidae. De wetenschappelijke naam van de soort is voor het eerst geldig gepubliceerd in 1851 door Laboulbène.